# 이채은 (레이싱 모델)
이채은(1985년 7월 19일 ~ )은 대한민국의 레이싱 모델이다.

### 경력
- 2008년 SAS서울오토살롱 레이싱모델
- 2008년 대구슈퍼카 레이싱모델
- 2009년 한국타이어 전속 레이싱모델
- 2009년 서울모터쇼 아우디 메인모델
- 2010년 르노삼성자동차 레이싱팀 레이싱모델
- 2012년 부산국제모터쇼 레이싱모델

### 수상
- 2009년 제4회 필립스 한국모터스포츠대상 올해의 레이싱퀸